# Zero Wing
Zero Wing (ゼロウィング?) fue un videojuego arcade de tipo matamarcianos lanzado en 1989 por la japonesa Toaplan. Como otros matamarcianos de la época, no tenía un verdadero argumento, aparte de que el jugador es un héroe solitario que salvará al mundo de los malos. Tuvo bastante éxito en las recreativas, y por ello fue portada a PC Engine y Mega Drive.

## «All your base are belong to us»
La razón de la popularidad del juego tras su lanzamiento en arcades y consolas, es por un cambio en la versión europea para Mega Drive. Para expandir el argumento del juego, se añadió una escena de introducción. Ésta no aparecía en la versión de arcades, y está mal traducida al inglés. Fue redescubierta en 1999 por el equipo de OverClocked ReMix, iniciando el fenómeno "All your base are belong to us" (Todas su base son nos pertenecen, traducida literalmente). También se popularizó la intro y la música de la primera fase, de Tatsuya Uemura.

## El juego
Al igual que en otros matamarcianos, el objetivo es matar todos los enemigos que aparecen en pantalla y evitar chocar con balas, enemigos, o decorados. Hay jefes de medio y final de fase que no desaparecen hasta matarlos. El jugador, una nave "Zig", tiene varios modos de ataque:
- Utilizando el cañón: disparo disperso (arma roja), láser (arma azul) o misiles guiados (arma verde).
- Golpeando enemigos menores con las naves extra que aparecen alrededor del "Zig".
- Atrapando una nave menor y lanzándola a otro enemigo.
- Lanzando el escudo esférico una vez conseguido.

Poco después de empezar, el jugador encuentra naves de mejoras. Si se les dispara, liberan mejoras que aparecen en la siguiente secuencia: arma roja, arma azul, arma verde, y velocidad. También aparece ocasionalmente un escudo que se acopla al morro de la nave. Tras coger la primera mejora, dos naves pequeñas rodean el "Zig", y siguen sus movimientos. Estas naves son indestructibles y pueden usarse de escudo. Como a veces se acercan al "Zig" cuando colisionan con enemigos o decorado, sirven de alerta al jugador de que debe tener precaución.
Cada una de las tres armas tiene tres niveles de potencia. Cada vez que se coge una misma arma repetida, el nivel de poder aumenta. Si se coge otra, empieza de nuevo en nivel 1, a no ser que ya se tenga nivel 3. También hay una mejora especial en los niveles 1-1 y 4-3 que aumenta las armas a un nivel especial que no se puede alcanzar de otro modo. En la intro, las ventanas del "Zig" son verdes, pero durante el juego cambian según el arma que el jugador tenga.